# Редіу (комуна, Нямц)
Редіу (рум. Rediu) — комуна у повіті Нямц в Румунії. До складу комуни входять такі села (дані про населення за 2002 рік):
- Бецешть (763 особи)
- Полобок (1443 особи)
- Редіу (2197 осіб)
- Соча (820 осіб)

Комуна розташована на відстані 260 км на північ від Бухареста, 24 км на південний схід від П'ятра-Нямца, 89 км на південний захід від Ясс, 142 км на північний схід від Брашова.

## Населення
За даними перепису населення 2002 року у комуні проживали 5223 особи, усі — румуни. Усі жителі комуни рідною мовою назвали румунську.
Склад населення комуни за віросповіданням:
| Релігія       | Кількість осіб | Відсоток |
| ------------- | -------------- | -------- |
| православні   | 5016           | 96,0%    |
| бретрени      | 12             | 0,2%     |
| старообрядці  | 12             | 0,2%     |
| римо-католики | 1              | < 0,1%   |
| реформати     | 1              | < 0,1%   |
| унітарії      | 1              | < 0,1%   |

## Зовнішні посилання
- Дані про комуну Редіу на сайті Ghidul Primăriilor